# Wyżnia Chochołowska Polana
Polana Chochołowska Wyżnia, Wyżnia Polana Chochołowska – polana reglowa w Dolinie Chochołowskiej Wyżniej (zachodnie odgałęzienie górnej części Doliny Chochołowskiej). Znajduje się na wysokości 1280–1350 m n.p.m. Wchodziła w skład Hali Chochołowskiej. Przechodzi przez nią niewielki strumyk zasilający Wyżni Chochołowski Potok. Nazywana była Polaną Sołtysią i stały na niej szałasy nazywane sołtysimi. W zimie 1944/45 r. w szałasach tych mieścił się sztab partyzantów radzieckich kpt. Tichonowa.
Według danych z dzieła „Pasterstwo Tatr Polskich i Podhala” (t. VI – mapa) w 1956 r. na polanie znajdowało się 6 budowli pasterskich. Według inwentaryzacji z 1975 r. nie istniał już żaden z nich. Od dawna nieużytkowana polana znacznie już zarosła lasem. Na niektórych mapach nie jest już zaznaczana.

## Szlaki turystyczne
z Polany Chochołowskiej przez Dolinę Chochołowską Wyżnią na grzbiet Wołowca, gdzie krzyżuje się ze szlakiem niebieskim. Czas przejścia: 2:30 h, ↓ 2 h.